# Nikolaï Galitzine
Nicolas Dimitrievitch Golitzine (en russe : Николай Дмитриевич Голицын), né le 12 avril 1850 et mort le 2 juillet 1925 à Leningrad, est un prince et homme d'État russe, président du Conseil des ministres du 12 janvier au 12 mars 1917.

## Biographie
Issu d'une des familles les plus éminentes de Russie aux lointaines origines lituaniennes, le prince Galitzine est élève du lycée impérial Alexandre. Entré au ministère de l'Intérieur en 1871, il poursuit une carrière de gouverneur de province, notamment comme gouverneur de Tver (où il réunit des fonds pour construire le monastère Sainte-Olga près de la source de la Volga), avant d'être nommé sénateur en 1903. Il est vice-président de l'une des œuvres de charité de l'impératrice Alexandra.
Le 12 janvier 1917, il est nommé par Nicolas II, président du Conseil des ministres en remplacement d'Alexandre Trepov. Il oppose d'abord un refus, demandant à Nicolas II de nommer quelqu'un d'autre à ce poste, avant d'accepter. Après l'abdication du tsar le 3 mars suivant, il demeure en fonction jusqu'au 12 mars, avant de laisser la place au gouvernement provisoire du prince Lvov. Il est donc le dernier président du Conseil des ministres de la Russie impériale.
Après la Révolution russe, le prince Galitzine gagne sa vie en réparant des chaussures et effectue également des travaux de jardinage.
Malgré son éloignement de toute activité politique entre 1920 et 1924, le prince est mis deux fois en état d'arrestation, soupçonné de relations avec les contre-révolutionnaires. Arrêté une troisième fois, le 12 février 1925 dans le cadre de la série de procès dite « affaire des lycéens », il est incarcéré et fusillé le 2 juillet suivant à Léningrad.

## Mariage et descendance
Nicolas Dimitrievitch Galitzine épouse Evguenia Andreïevna Grunberg avec qui il a :
- Dimitri Galitzine (11-03-1882 Arkhanguelsk, Russie ; 5-12-1928 Nice) qui épouse Frances Simpson-Stevens ;
- Alexandre Nicolaïevitch Galitzine (1885-1973) qui épouse Marina Petrovna de Russie (1892-1981), fille de Pierre Nicolaïevitch de Russie.

### Source
- (en) Cet article est partiellement ou en totalité issu de l’article de Wikipédia en anglais intitulé « Nikolai Golitsyn » (voir la liste des auteurs).